# لويجي برتراند (قسيس مسيحي)
لويجي برتراند (بالإسبانية: Luis Bertrán)‏ (و. 1526 – 1581 م) هو برسبيتر شيخ إسباني، ولد في بلنسية، توفي في بلنسية، عن عمر يناهز 55 عاماً.